# Држановац
Држановац је насеље у Србији у општини Житорађа у Топличком округу. Према попису из 2022. било је 739 становника (према попису из 1991. било је 2450 становника).

## Демографија
У насељу Држановац живи 735 пунолетних становника, а просечна старост становништва износи 43,6 година (43,5 код мушкараца и 43,7 код жена). У насељу има 202 домаћинстава, а просечан број чланова по домаћинству је 3,36.
Ово насеље је великим делом насељено Србима (према попису из 2002. године).
|  |

| Демографија | Демографија | Демографија |
| Година      | Становника  | Становника  |
| ----------- | ----------- | ----------- |
| 1948.       | 915         |             |
| 1953.       | 989         |             |
| 1961.       | 1.035       |             |
| 1971.       | 981         |             |
| 1981.       | 956         |             |
| 1991.       | 1.000       | 989         |
| 2002.       | 947         | 971         |
| 2011.       | 818         |             |
| 2022.       | 739         |             |

| Етнички састав према попису из 2002.‍ | Етнички састав према попису из 2002.‍ | Етнички састав према попису из 2002.‍ | Етнички састав према попису из 2002.‍ | Етнички састав према попису из 2002.‍ |
| ------------------------------------ | ------------------------------------ | ------------------------------------ | ------------------------------------ | ------------------------------------ |
|                                      |                                      |                                      |                                      |                                      |
| Срби                                 | Срби                                 |                                      | 893                                  | 94,29%                               |
| Роми                                 | Роми                                 |                                      | 52                                   | 5,49%                                |
| Украјинци                            | Украјинци                            |                                      | 1                                    | 0,10%                                |
| непознато                            | непознато                            |                                      | 1                                    | 0,10%                                |

| Година пописа     | 1948. | 1953. | 1961. | 1971. | 1981. | 1991. | 2002. |
| ----------------- | ----- | ----- | ----- | ----- | ----- | ----- | ----- |
| Број домаћинстава | 124   | 156   | 173   | 199   | 201   | 209   | 212   |

| Број чланова      | 1  | 2  | 3  | 4  | 5  | 6  | 7  | 8  | 9 | 10 и више | Просек |
| ----------------- | -- | -- | -- | -- | -- | -- | -- | -- | - | --------- | ------ |
| Број домаћинстава | 14 | 30 | 26 | 36 | 32 | 44 | 17 | 10 | 2 | 1         | 4,47   |

| Пол    | Укупно | Неожењен/Неудата | Ожењен/Удата | Удовац/Удовица | Разведен/Разведена | Непознато |
| ------ | ------ | ---------------- | ------------ | -------------- | ------------------ | --------- |
| Мушки  | 410    | 92               | 275          | 34             | 8                  | 1         |
| Женски | 371    | 42               | 284          | 41             | 3                  | 1         |
| УКУПНО | 781    | 134              | 559          | 75             | 11                 | 2         |

| Пол    | Укупно                    | Пољопривреда, лов и шумарство | Рибарство                            | Вађење руде и камена | Прерађивачка индустрија       |
| ------ | ------------------------- | ----------------------------- | ------------------------------------ | -------------------- | ----------------------------- |
| Мушки  | 257                       | 158                           | 0                                    | 0                    | 35                            |
| Женски | 128                       | 112                           | 0                                    | 0                    | 4                             |
| УКУПНО | 385                       | 270                           | 0                                    | 0                    | 39                            |
| Пол    | Производња и снабдевање   | Грађевинарство                | Трговина                             | Хотели и ресторани   | Саобраћај, складиштење и везе |
| Мушки  | 0                         | 24                            | 10                                   | 0                    | 8                             |
| Женски | 0                         | 1                             | 3                                    | 1                    | 0                             |
| УКУПНО | 0                         | 25                            | 13                                   | 1                    | 8                             |
| Пол    | Финансијско посредовање   | Некретнине                    | Државна управа и одбрана             | Образовање           | Здравствени и социјални рад   |
| Мушки  | 2                         | 1                             | 11                                   | 1                    | 3                             |
| Женски | 0                         | 0                             | 1                                    | 1                    | 4                             |
| УКУПНО | 2                         | 1                             | 12                                   | 2                    | 7                             |
| Пол    | Остале услужне активности | Приватна домаћинства          | Екстериторијалне организације и тела | Непознато            | Непознато                     |
| Мушки  | 2                         | 0                             | 0                                    | 2                    | 2                             |
| Женски | 0                         | 0                             | 0                                    | 1                    | 1                             |
| УКУПНО | 2                         | 0                             | 0                                    | 3                    | 3                             |